# Gattya conspecta
Gattya conspecta is een hydroïdpoliep uit de familie Halopterididae. De poliep komt uit het geslacht Gattya. Gattya conspecta werd in 1907 voor het eerst wetenschappelijk beschreven door Billard. 